# Alive, She Cried
Alive, She Cried је албум уживо америчке рок групе Дорси. Назив је дат по стиху из песме When the Music's Over а снимци су са различитих концерата одржаних између 1968. и 1970. године. 

## Песме
1. "Gloria" (Ван Морисон) – 6:17
2. "Light My Fire" – 9:51
3. "You Make Me Real" – 3:06
4. "The WASP (Texas Radio and the Big Beat)" – 1:52
5. "Love Me Two Times" – 3:17
6. "Little Red Rooster" (Вили Диксон) – 7:15
7. "Moonlight Drive" – 5:34